# Saint-Georges-sur-Loire
Pour les articles homonymes, voir Saint-Georges, Saint Georges et Georges.
Saint-Georges-sur-Loire est une commune française située dans le département de Maine-et-Loire, en région Pays de la Loire.

## Géographie

### Localisation
Commune angevine implantée sur la rive nord de la Loire, Saint-Georges-sur-Loire se situe à 17 km au sud-ouest d'Angers, sur les routes D 723 (ex-N 23), Angers - Nantes, D 961, Saint-Augustin-des-Bois - Chalonnes-sur-Loire, et D 311, Savennières.
Son territoire se situe sur les unités paysagères des marches du Segréen et de la Loire des promontoires.

### Géologie
La commune repose sur le bassin houiller de Basse Loire.

### Climat
Pour des articles plus généraux, voir Climat des Pays de la Loire et Climat de Maine-et-Loire.
En 2010, le climat de la commune est de type climat océanique altéré, selon une étude du CNRS s'appuyant sur une série de données couvrant la période 1971-2000. En 2020, Météo-France publie une typologie des climats de la France métropolitaine dans laquelle la commune est exposée à un climat océanique et est dans une zone de transition entre les régions climatiques « Bretagne orientale et méridionale, Pays nantais, Vendée » et « Moyenne vallée de la Loire ».
Pour la période 1971-2000, la température annuelle moyenne est de 11,8 °C, avec une amplitude thermique annuelle de 13,7 °C. Le cumul annuel moyen de précipitations est de 704 mm, avec 11,6 jours de précipitations en janvier et 5,9 jours en juillet. Pour la période 1991-2020, la température moyenne annuelle observée sur la station météorologique de Météo-France la plus proche, sur la commune de Beaucouzé à 12 km à vol d'oiseau, est de 12,6 °C et le cumul annuel moyen de précipitations est de 709,3 mm,. Pour l'avenir, les paramètres climatiques de la commune estimés pour 2050 selon différents scénarios d'émission de gaz à effet de serre sont consultables sur un site dédié publié par Météo-France en novembre 2022.

## Urbanisme

### Typologie
Au 1er janvier 2024, Saint-Georges-sur-Loire est catégorisée bourg rural, selon la nouvelle grille communale de densité à sept niveaux définie par l'Insee en 2022.
Elle appartient à l'unité urbaine de Saint-Georges-sur-Loire, une unité urbaine monocommunale constituant une ville isolée,. Par ailleurs la commune fait partie de l'aire d'attraction d'Angers, dont elle est une commune de la couronne,. Cette aire, qui regroupe 81 communes, est catégorisée dans les aires de 200 000 à moins de 700 000 habitants,.

### Occupation des sols
L'occupation des sols de la commune, telle qu'elle ressort de la base de données européenne d’occupation biophysique des sols Corine Land Cover (CLC), est marquée par l'importance des territoires agricoles (84,3 % en 2018), en diminution par rapport à 1990 (85,9 %). La répartition détaillée en 2018 est la suivante : 
prairies (46,9 %), terres arables (21,3 %), zones agricoles hétérogènes (16,1 %), forêts (4,4 %), eaux continentales (4 %), zones urbanisées (3,8 %), zones industrielles ou commerciales et réseaux de communication (2 %), espaces verts artificialisés, non agricoles (1,6 %). L'évolution de l’occupation des sols de la commune et de ses infrastructures peut être observée sur les différentes représentations cartographiques du territoire : la carte de Cassini (XVIIIe siècle), la carte d'état-major (1820-1866) et les cartes ou photos aériennes de l'IGN pour la période actuelle (1950 à aujourd'hui).

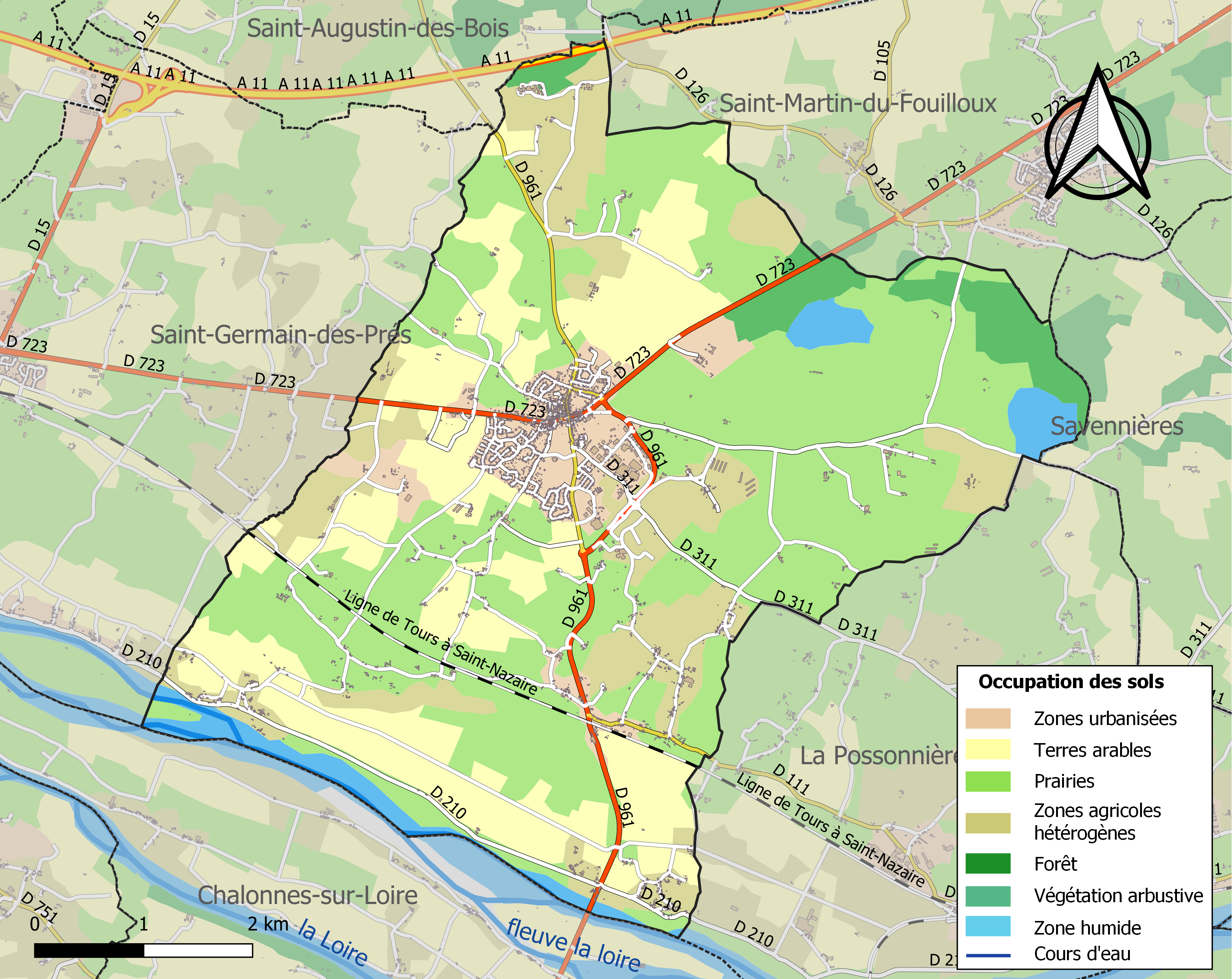
Carte des infrastructures et de l'occupation des sols de la commune en 2018 (CLC).

## Toponymie
Ecclesia santi Georgii en 1118-11438, Abbas sancti Georgii supra Ligerim en 1163. Durant la Révolution, la commune porte le nom de Beau-Site,.

## Histoire
La localité d'abord implantée auprès du fleuve et de la voie qui le longe, s'installe au Moyen Âge plus à l'intérieur. Le bourg et l'église sont attestés dès le XIe siècle à l'emplacement actuel.
L'abbaye est fondée en 1150 par le seigneur du Plessis-Macé. Sous l'Ancien Régime, l'abbé de St-Georges exerce les droits de justice, mais est réduit à un rôle secondaire par le patronage du Plessis-Macé et de Serrant. Ce dernier réunit à partir de 1642 tous les privilèges seigneuriaux par cession de Charles du Bellay.
Des mines de houille sont exploitées entre 1826 et 1848 sur le territoire de la commune.

## Politique et administration

### Administration municipale
| Période                                  | Période                    | Identité                        | Étiquette     | Qualité |
| ---------------------------------------- | -------------------------- | ------------------------------- | ------------- | --- |
| 1790                                     |                            | François-Abel Avril de Monceaux |               | |
| mai 1791                                 | prairial an II             | Jean Greneron-Ternain           |               | |
| fructidor an III                         |                            | Péan                            |               | |
| 10 messidor an VIII (29 juin 1800)       |                            | Jean Renou                      |               | Ancien chirurgien, percepteur puis procureur, juge, agent municipal                                                      |
| 25 avril 1808                            | 1809                       | Charles de Boissard             |               | |
| 24 novembre 1809                         | 1815                       | Julien-Alexis Faugeron          |               | Chirurgien |
| 23 août 1815                             | 1826                       | François Oger                   |               | Notaire |
| 14 janvier 1826                          | 1832                       | Théobald Walsh de Serrant       |               | Pair de France |
| 1832                                     | 5 juillet 1835 (démission) | Jacques Beaumanoir              |               | |
| 28 août 1835                             | 1836                       | Théobald Walsh de Serrant       |               | |
| 30 janvier 1836                          | 1848                       | Adrien Meslier                  |               | Médecin |
| mars 1848                                | 1869                       | Séréné Faugeron                 |               | Percepteur |
| 1869                                     | 1870                       | Jean de La Tourette             |               | Médecin |
| 1870                                     | 1871                       | Jean Monprofit                  |               | Percepteur |
| 1871                                     | 1887                       | Marie-Hylas Suaudeau            |               | Notaire |
| 1887                                     | 1897                       | Arthur de Cumont                |               | Ministre de l'Instruction publique et du Culte                                                                           |
| 1897                                     | 1908                       | Émile Faugeron                  |               | Général de division |
| 1908                                     | 1919                       | Louis Cotte de Jumilly          |               | Conseiller général de Saint-Georges-sur-Loire (1911 → 1925) Inspecteur des Domaines                                      |
| 1919                                     | 1922                       | Charles Grelier                 |               | |
| 1922                                     | 1945                       | Maurice Lair                    |               | |
| 1945                                     | 1947                       | Théophile Harrault              |               | |
| 1947                                     | 1959                       | Jean Gasiorowski                |               | Industriel |
| 1959                                     | 1967 (démission)           | Léon Draunet                    | Centre gauche | Médecin |
| avril 1967                               | mars 1989                  | Bernard Guitton                 | DVD           | Directeur de cabinet Conseiller général de Saint-Georges-sur-Loire (1967 → 1979) Ministre plénipotentiaire (1967 → 1989) |
| mars 1989                                | mars 2001                  | Denis Mercier                   | PS            | |
| mars 2001                                | mai 2020                   | Daniel Froger,                  | PS            | Cadre de la Mutualité sociale agricole                                                                                   |
| mai 2020                                 | En cours (au 26 mai 2020)  | Philippe Maillart               |               | Retraité |
| Les données manquantes sont à compléter. |                            |                                 |               | |

### Intercommunalité
La commune est membre de la communauté de communes Loire-Layon-Aubance. Jusqu'en 2016 elle était intégrée à l'intercommunalité Loire-Layon qui regroupait 10 communes et qui faisait partie de la structure administrative d'aménagement du territoire Pays de Loire en Layon.

### Autres circonscriptions
Jusqu'en 2014, Saint-Georges-sur-Loire est chef-lieu du canton de Saint-Georges-sur-Loire, et fait partie de l'arrondissement d'Angers. Ce canton compte alors dix communes. C'est l'un des quarante-et-un cantons que compte le département ; circonscriptions électorales servant à l'élection des conseillers généraux, membres du conseil général du département. Dans le cadre de la réforme territoriale, un nouveau découpage territorial pour le département de Maine-et-Loire est défini par le décret du 26 février 2014. La commune est alors rattachée au canton de Chalonnes-sur-Loire, avec une entrée en vigueur au renouvellement des assemblées départementales de 2015.

## Population et société

### Démographie

#### Évolution démographique
L'évolution du nombre d'habitants est connue à travers les recensements de la population effectués dans la commune depuis 1793. Pour les communes de moins de 10 000 habitants, une enquête de recensement portant sur toute la population est réalisée tous les cinq ans, les populations de référence des années intermédiaires étant quant à elles estimées par interpolation ou extrapolation. Pour la commune, le premier recensement exhaustif entrant dans le cadre du nouveau dispositif a été réalisé en 2008.

En 2022, la commune comptait 3 787 habitants, en évolution de +6,08 % par rapport à 2016 (Maine-et-Loire : +2,12 %, France hors Mayotte : +2,11 %).
| 1793  | 1800  | 1806  | 1821  | 1831  | 1836  | 1841  | 1846  | 1851  |
| ----- | ----- | ----- | ----- | ----- | ----- | ----- | ----- | ----- |
| 2 349 | 2 320 | 2 258 | 2 541 | 2 532 | 2 563 | 2 712 | 2 801 | 2 725 |

| 1856  | 1861  | 1866  | 1872  | 1876  | 1881  | 1886  | 1891  | 1896  |
| ----- | ----- | ----- | ----- | ----- | ----- | ----- | ----- | ----- |
| 2 714 | 2 767 | 2 698 | 2 592 | 2 509 | 2 456 | 2 464 | 2 344 | 2 354 |

| 1901  | 1906  | 1911  | 1921  | 1926  | 1931  | 1936  | 1946  | 1954  |
| ----- | ----- | ----- | ----- | ----- | ----- | ----- | ----- | ----- |
| 2 233 | 2 250 | 2 216 | 2 033 | 1 972 | 1 844 | 1 854 | 1 934 | 1 846 |

| 1962  | 1968  | 1975  | 1982  | 1990  | 1999  | 2006  | 2008  | 2013  |
| ----- | ----- | ----- | ----- | ----- | ----- | ----- | ----- | ----- |
| 1 960 | 2 001 | 2 330 | 3 015 | 3 101 | 3 011 | 3 212 | 3 270 | 3 529 |

| 2018  | 2022  | - | - | - | - | - | - | - |
| ----- | ----- | - | - | - | - | - | - | - |
| 3 649 | 3 787 | - | - | - | - | - | - | - |

#### Pyramide des âges
La population de la commune est relativement jeune.
En 2018, le taux de personnes d'un âge inférieur à 30 ans s'élève à 35,6 %, soit en dessous de la moyenne départementale (37,2 %). À l'inverse, le taux de personnes d'âge supérieur à 60 ans est de 25,6 % la même année, alors qu'il est de 25,6 % au niveau départemental.
En 2018, la commune compte 1 803 hommes pour 1 846 femmes, soit un taux de 50,59 % de femmes, légèrement inférieur au taux départemental (51,37 %).
Les pyramides des âges de la commune et du département s'établissent comme suit.
| Hommes | Classe d’âge | Femmes |
| ------ | ------------ | ------ |
| 0,9    | 90 ou +      | 2,7    |
| 6,2    | 75-89 ans    | 8,7    |
| 16,7   | 60-74 ans    | 15,9   |
| 18,5   | 45-59 ans    | 16,8   |
| 21,2   | 30-44 ans    | 21,0   |
| 13,4   | 15-29 ans    | 14,4   |
| 23,0   | 0-14 ans     | 20,4   |

| Hommes | Classe d’âge | Femmes |
| ------ | ------------ | ------ |
| 0,9    | 90 ou +      | 2,1    |
| 7      | 75-89 ans    | 9,5    |
| 16,2   | 60-74 ans    | 16,9   |
| 19,4   | 45-59 ans    | 18,7   |
| 18,2   | 30-44 ans    | 17,5   |
| 18,8   | 15-29 ans    | 17,6   |
| 19,5   | 0-14 ans     | 17,6   |

### Sports
On trouve sur la commune la pratique de plusieurs sports : basket, boule de fort, boule de sable, cyclotourisme, escalade, football, hand ball, judo, danse, tennis et tennis de table.
La 6e étape du Tour de France 1904 emprunte le territoire de la commune.

## Économie
Au XIXe siècle, on produit à Saint-Georges des vins blancs du blé, du chanvre. On y trouve des mines de houille, une magnanerie et une filature de soie, et du commerce de tissus, de fil, de cire, de chevaux, etc.
Le nombre des exploitations agricoles diminue à la fin du XXe siècle avec un accroissement de la superficie et le développement de l'élevage. En 2011, sur les 275 établissements présents sur la commune, 12 % relèvent du secteur de l'agriculture (pour une moyenne de 17 % sur le département), 8 % du secteur de l'industrie, 15 % du secteur de la construction, 51 % de celui du commerce et des services et 15 % du secteur de l'administration et de la santé. Fin 2015, sur les 301 établissements actifs, 9 % relèvent du secteur de l'agriculture (pour 11 % sur le département), 8 % du secteur de l'industrie, 14 % du secteur de la construction, 53 % de celui du commerce et des services et 16 % du secteur de l'administration et de la santé.

## Culture locale et patrimoine

### Lieux et monuments
- L'ancienne abbaye, édifiée en 1152 par le seigneur du Plessis-Macé. Elle subit les ravages des guerres entre Français et Anglais, puis celles entre le roi de France et les grands seigneurs coalisés. L’abbaye est reconstruite au XVIe siècle, mais ne prend son aspect définitif qu’à partir de 1680. Depuis 1970, l’abbaye abrite l’hôtel de ville. Inscrite MH par arrêtés du 13 juin 1961 et du 4 juillet 1988, bâtiment conventuel classé MH par arrêté du 27 décembre 1973[41].
- Le château de la Bénaudière.
- Le château de Chevigné.
- Le château de la Comterie.
- Le château de Serrant est un château Renaissance qui a pour base les anciens fondements d’un château médiéval en schiste ardoisier. Les douves témoignent de cette période reculée où Serrant est une place forte qui surveille le passage de la Loire. Classé MH par arrêté du 29 septembre 1948[42].
- Le prieuré (dépendant de l'abbaye de St-Georges) puis château d'Épinay, est transformé en chambres d'hôtes. Au XVIIe siècle, Racine est en concurrence avec un certain Valéran-Jean Le Ferron pour en être le prieur commendataire d'Epinay et l'affaire finit en justice ; expérience qui inspire au dramaturge Les Plaideurs[43].
- L’église Saint-Georges, édifiée à partir de 1824, inscrite MH par arrêté du 18 avril 1991[44].

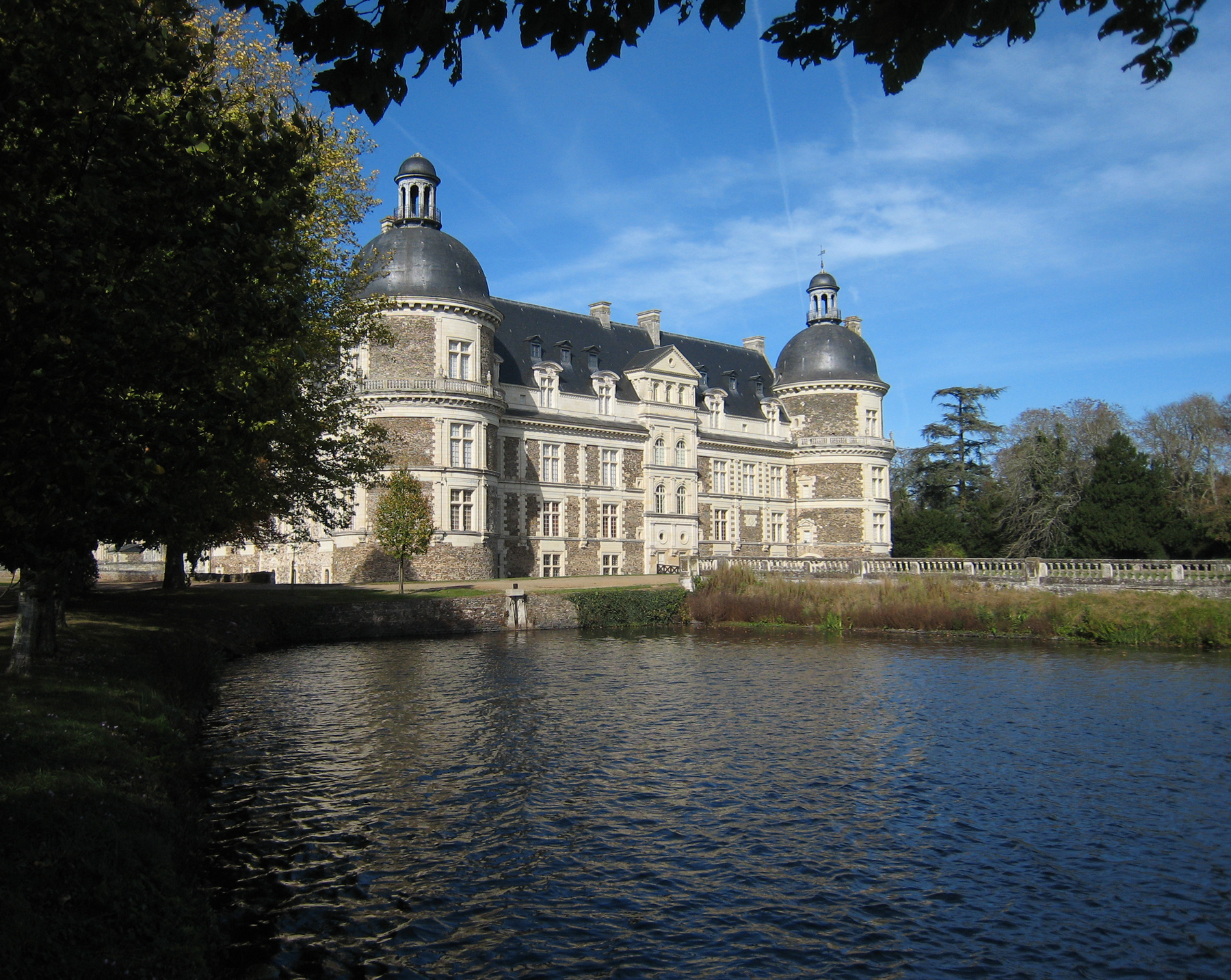
Le château de Serrant.
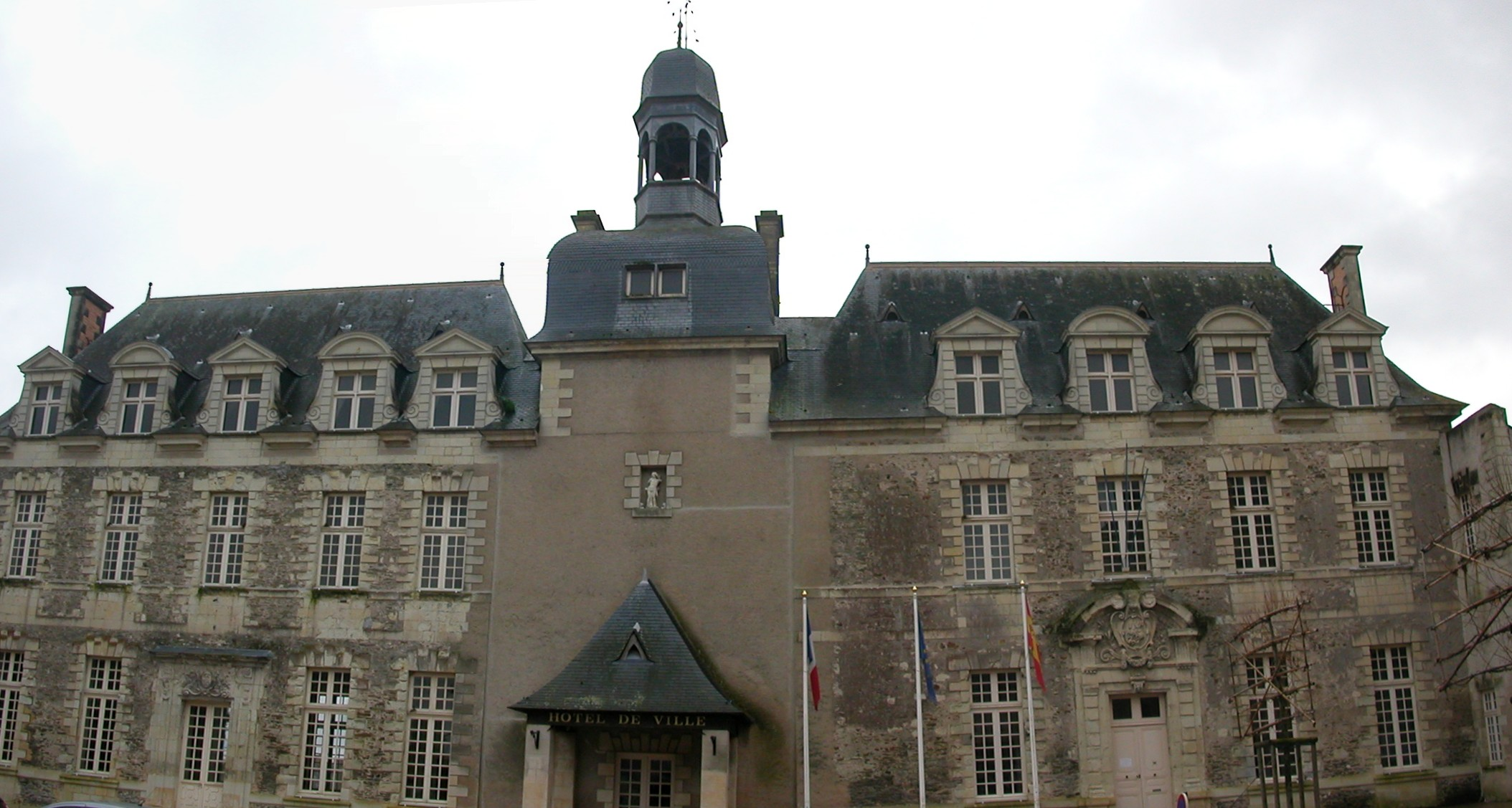
L’hôtel de ville, ancienne abbaye.
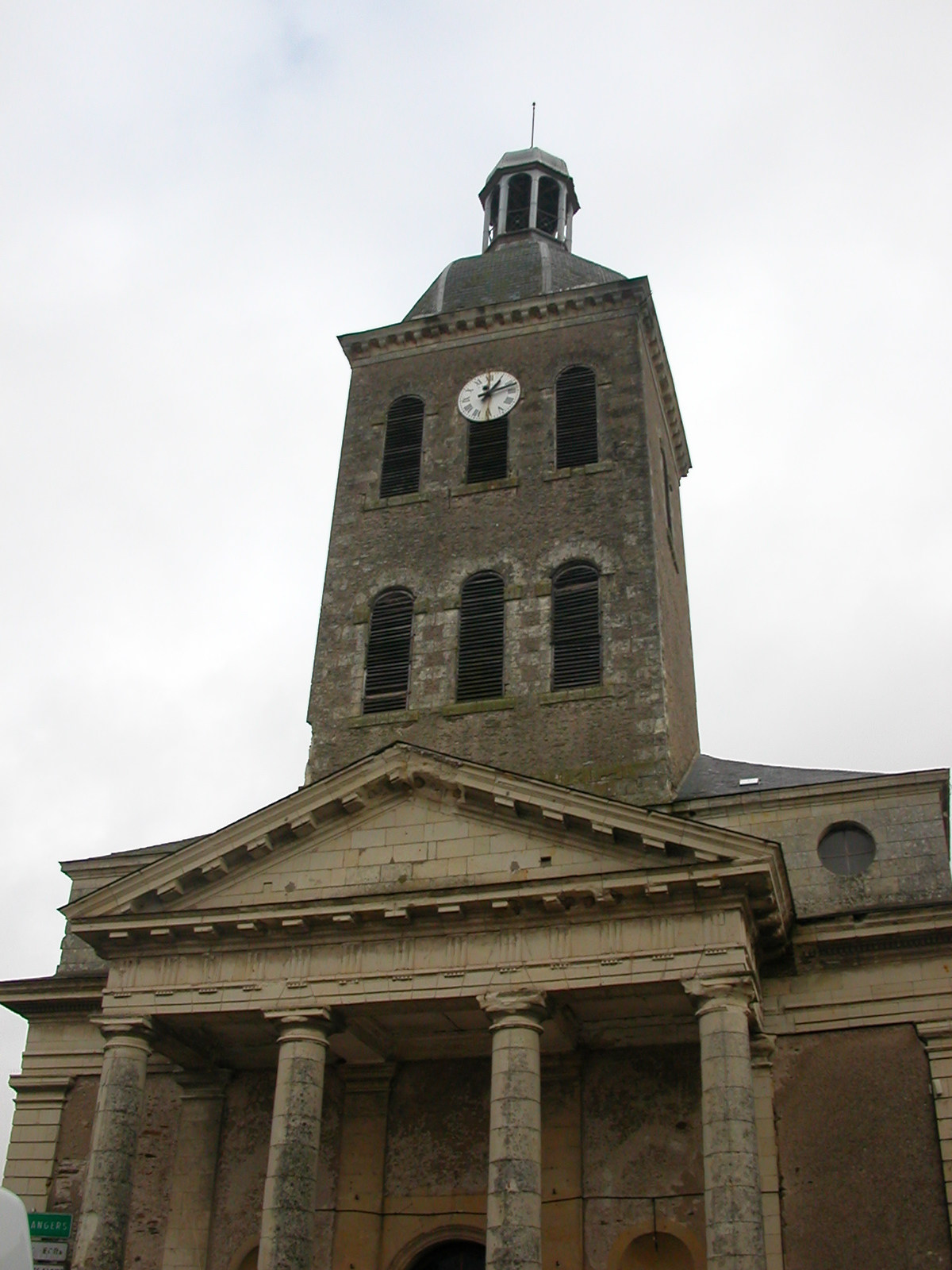
L’église Saint-Georges.

### Personnalités liées à la commune
- Théobald Walsh de Serrant (1796-1836), maire de Saint-Georges-sur-Loire de 1826 à 1832[20].
- Arthur de Cumont (1818-1902), maire de la commune de 1887 à 1897[20], ancien député et ministre français, mort à Saint-Georges-sur-Loire[45].
- Jacques-Ambroise Monprofit (1857-1922), né à Saint-Georges-sur-Loire, médecin et chirurgien, député de 1910 à 1914 et de 1919 à 1922[46].
- Stani Nitkowski (1949-2001), artiste peintre installé sur la commune en 1976, avant de terminer sa vie à Angers[47]. Il est l'auteur d'un chemin de croix de l'actuelle église[48].